# کاویا شتی
کاویا شتی بازیگر و مدل هندی است که عمدتاً در فیلم‌های کانادایی ظاهر می‌شود. او اولین بازیگری خود را در سال ۲۰۱۳ با فیلم کانادایی استایل نام دنیا نام انجام داد. شتی در مانگالور، کارناتاکا به دنیا آمد. پس از گذراندن تحصیلات خود در مانگالور، او در رشته مهندسی علوم کامپیوتر از مؤسسه فناوری NMAM، نیت فارغ‌التحصیل شد.

## زندگی شخصی
شتی برند انحصاری پوشاک و جواهرات خود را به نام Kassh در ژوئن ۲۰۱۹ راه اندازی کرد. نیاریکا ویوک و پورنیما شتی شرکای او هستند.
بنیاد Aadyaa معتقد است که آموزش حق اساسی هر کودک است. شتی به‌طور فعال با بنیاد Aadyaa در ارتباط است و از گذراندن وقت با بچه‌ها و تهیه غذا برای آنها در تعطیلات آخر هفته لذت می‌برد.

## فیلم‌شناسی
- همه فیلم‌ها در کانادا؛ در غیر این صورت زبان ذکر شده است

| سال  | فیلم                   | نقش         | یادداشت‌ها           | Ref.                 |
| ---- | ---------------------- | ----------- | ------------------- | -------------------- |
| ۲۰۱۳ | سبک نام دنیام          | رادا        | اولین فیلم کانادایی | [ ۲ ]                |
| ۲۰۱۳ | عاشقم                  | کریتی       |                     |                      |
| ۲۰۱۵ | ایدو اینا مامام        | پالاوی      | فیلم تامل           |                      |
| ۲۰۱۶ | ایشتاکامیا             | آدیتی       |                     |                      |
| ۲۰۱۶ | زوم                    | شیلا        |                     |                      |
| ۲۰۱۷ | لبخند بزن لطفا         | ماناسا      |                     |                      |
| ۲۰۱۷ | سیلیکون شهر            | پریرانا     |                     |                      |
| ۲۰۱۸ | ۳ ساعت ۳۰ روز ۳۰ ثانیه | شرمیلا      |                     |                      |
| ۲۰۱۸ | نابودی                 | جاناکی      |                     |                      |
| ۲۰۲۱ | یوواراتنا              | خودش        | ظاهر ویژه           | [ ۸ ]                |
| ۲۰۲۱ | لانک                   | ماندارا دیو |                     | [ ۹ ]                |
| ۲۰۲۲ | داداش بابا             | سوزان متوس  | اولین فیلم مالایالم | [ ۱۰ ]               |
| ۲۰۲۲ | فروخته شده             | روچشا       |                     | [ ۱۱ ]               |
| ۲۰۲۲ | رابی بوپانا            | -آره.       |                     | [ ۱۲ ]               |
| ۲۰۲۲ | کاپیتان                | رِکا         | فیلم تامیلی         |                      |
| ۲۰۲۲ | زمستان را یادته؟       | امریتا      | اولین فیلم تلوگو    | [ ۱۳ ] [ ۱۴ ] [ ۱۵ ] |

### سری وب
| ۲۰۲۲ | نیماگوندو سیهی سودی | اولین سری وب | [ ۱۶ ] |